# Land Use Policy
Land Use Policy ist eine begutachtete wissenschaftliche Fachzeitschrift, die seit 1984 von Elsevier herausgegeben wird. Chefredakteur ist G. M. Robinson.
Sie beschäftigt sich schwerpunktmäßig mit der Landnutzung im interdisziplinären Diskurs und veröffentlicht Artikel zu soziologischen, ökonomischen, politischen, rechtlichen, physikalischen und planerischen Aspekten der Landnutzung. Dabei werden Themen aus den Disziplinen Geographie, Landwirtschaft, Forstwirtschaft, Bewässerung, Umweltschutz, Siedlungspolitik, Stadtentwicklung und Verkehrswesen abgedeckt. Die Artikel beziehen sich auf Industriestaaten wie auch auf Entwicklungsländer.
Der Impact Factor lag im Jahr 2014 bei 2,631, der fünfjährige Impact Factor bei 3,095. Damit lag das Journal beim Impact Factor auf Rang 10 von insgesamt 100 in der Kategorie „Environmental studies“ gelisteten wissenschaftlichen Zeitschriften. 2019 betrug der Impact Factor 3,682. Die Zeitschrift belegte Rang 145 in der Rubrik „Environmental Science“.